# برنر
برنر (انگلیسی: Berner) شرکت خدمات مالی و بانکداری سوئیسی است، که در سال ۱۸۳۴ تأسیس شد.